# اودون بودور
اودون بودور (انگلیسی: Ödön Bodor; ۲۴ ژانویهٔ ۱۸۸۲ – ۲۲ ژانویهٔ ۱۹۲۷) بازیکن فوتبال، روزنامه‌نگار، و سرمربی (فوتبال) اهل مجارستان بود.